# Cabbar Qaryağdıoğlu
Cabbar İsmayıl oğlu Qaryağdıoğlu (Jabbar Garyagdioglu; * 31. März 1861 in Şuşa; † 20. April 1944 in Baku) war ein aserbaidschanischer Mughamsänger.
Qaryağdıoğlu war in seiner Heimatstadt Gesangsschüler von Xarrat Qulu. Er wurde über seine Heimatregion hinaus bis zum Kaukasus, nach Zentralasien und in den Iran bekannt und wurde wiederholt zu Auftritten vor dem persischen Schah und dem türkischen Sultan Abdülhamid II. eingeladen. Zwischen 1900 und 1905 trat er in Baku mit der Tarspielerin Mirzə Fərəc und dem Kamantschespieler Məşədi Qulu auf.
1905 gründete er ein Trio mit Qurban Pirimov und dem Kamantschespieler Saşa Oqanezaşvili, das mehr als 20 Jahre zusammenarbeitete. Zwischen 1905 und 1912 entstanden in Kiew, Moskau und Warschau für die Labels Sport-Rekord, Ektrafon und Gramafone Grammophonaufnahmen vom Gesang Qaryağdıoğlus. Damit war er der erste Mughamsänger, von dem Plattenaufnahmen entstanden. Wissenschaftlich ausgewertet wurden die Aufnahmen von Fikrət Əmirov und Murtuza Məmmədov, Professoren des Aserbaidschanischen Staatskonservatoriums.
Zugleich war Qaryağdıoğlu der erste Sänger, der Mughammelodien in aserbaidschanischer Sprache sang und der erste Mughamsänger, der auf Konzert- und Theaterbühnen auftrat. Auf Einladung von Üzeyir Hacıbəyov unterrichtete er auch am Aserbaidschanischen Konservatorium. Zu seinen Schülern zählten u. a. Seyid Şuşinski, Xan Şuşinski und Zülfi Adıgözəlov.